# Meerfeld
Meerfeld ist eine Ortsgemeinde im Landkreis Bernkastel-Wittlich in Rheinland-Pfalz. Sie gehört der Verbandsgemeinde Wittlich-Land an. Meerfeld ist ein staatlich anerkannter Erholungsort.

## Geographie
Das Dorf befindet sich inmitten eines Vulkankraters, der als Meerfelder Maar bekannt ist. Ein Teil des Kraters ist mit Wasser gefüllt; der See ist bis zu 18 Meter tief. Das Meerfelder Maar ist das größte Eifelmaar, denn man muss hierbei den gesamten Talkessel berücksichtigen, d. h. den Kessel von Randhöhe zu Randhöhe messen. Dann ergibt sich eine Ausdehnung von rund 1500 zu 1200 Metern. 64,5 Prozent der Gesamtfläche der Ortsgemeinde sind bewaldet.
Zu Meerfeld gehört der Wohnplatz Sauerseifen.

## Geschichte
Um 1152 wird Meerfeld als Teil der Pfarrei Bettenfeld erwähnt. Grundherren waren jahrhundertelang die Herren von Malberg. Ab 1794 stand Meerfeld unter französischer Herrschaft, 1815 wurde der Ort auf dem Wiener Kongress dem Königreich Preußen zugeordnet. Seit 1946 ist er Teil des damals neu gebildeten Landes Rheinland-Pfalz.

## Politik

### Gemeinderat
Der Gemeinderat in Meerfeld besteht aus acht Ratsmitgliedern, die bei der Kommunalwahl am 9. Juni 2024 in einer Mehrheitswahl gewählt wurden (Sebastian Bros, Fred Foegen, Christian Fries, Hans-Werner Michels sowie Josef, Jürgen, Peter und Tobias Schmitz), und dem ehrenamtlichen Ortsbürgermeister als Vorsitzendem.

### Bürgermeister
Eugen Weiler ist seit 2014 Ortsbürgermeister von Meerfeld. Er wurde im Mai 2019 und im Juni 2024 wiedergewählt.

## Wirtschaft und Infrastruktur
Die zwölf Beherbergungsbetriebe in dem staatlich anerkannten Erholungsort bieten zusammen 210 Gästebetten an und konnten 2014 mehr als 11.000 Gäste mit fast 35.000 Übernachtungen verzeichnen.

## Altes Schmiedehaus
In der Brunnenstraße befindet sich ein privat geführtes Handwerksmuseum, das besichtigt werden kann. In dem ehemaligen Wohnhaus von 1789, das über fünf Generationen das Wohnhaus des Meerfelder Schmiedes war, sind Werkzeuge und Geräte aus den Bereichen Schmied, Stellmacher, Küfer, Schuster, Flachsverarbeitung und der Landwirtschaft zu sehen. Weiterhin kann man hier die Wohnverhältnisse der Eifel aus der Zeit um 1900 im Original erleben. Die gegenüberliegende alte Schmiede ist funktionstüchtig eingerichtet. Weiterhin gibt es hier heimatkundliche Informationen über Meerfeld, wie z. B. Meerfelder Urkataster von 1828, Meerfelder Hauszeichen, zur Dendrochronologie und alte Postkarten von Meerfeld.

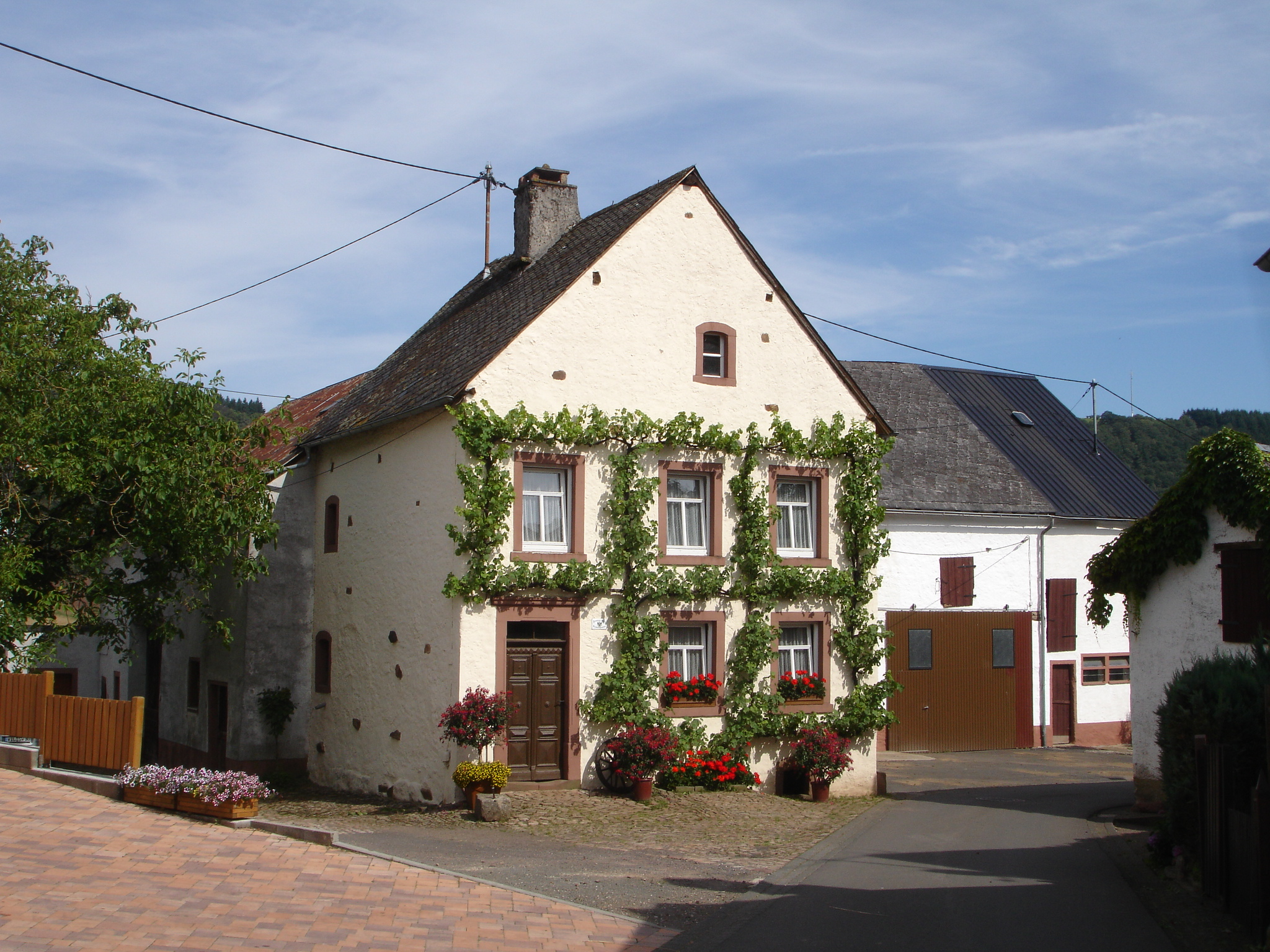
Altes Schmiedehaus
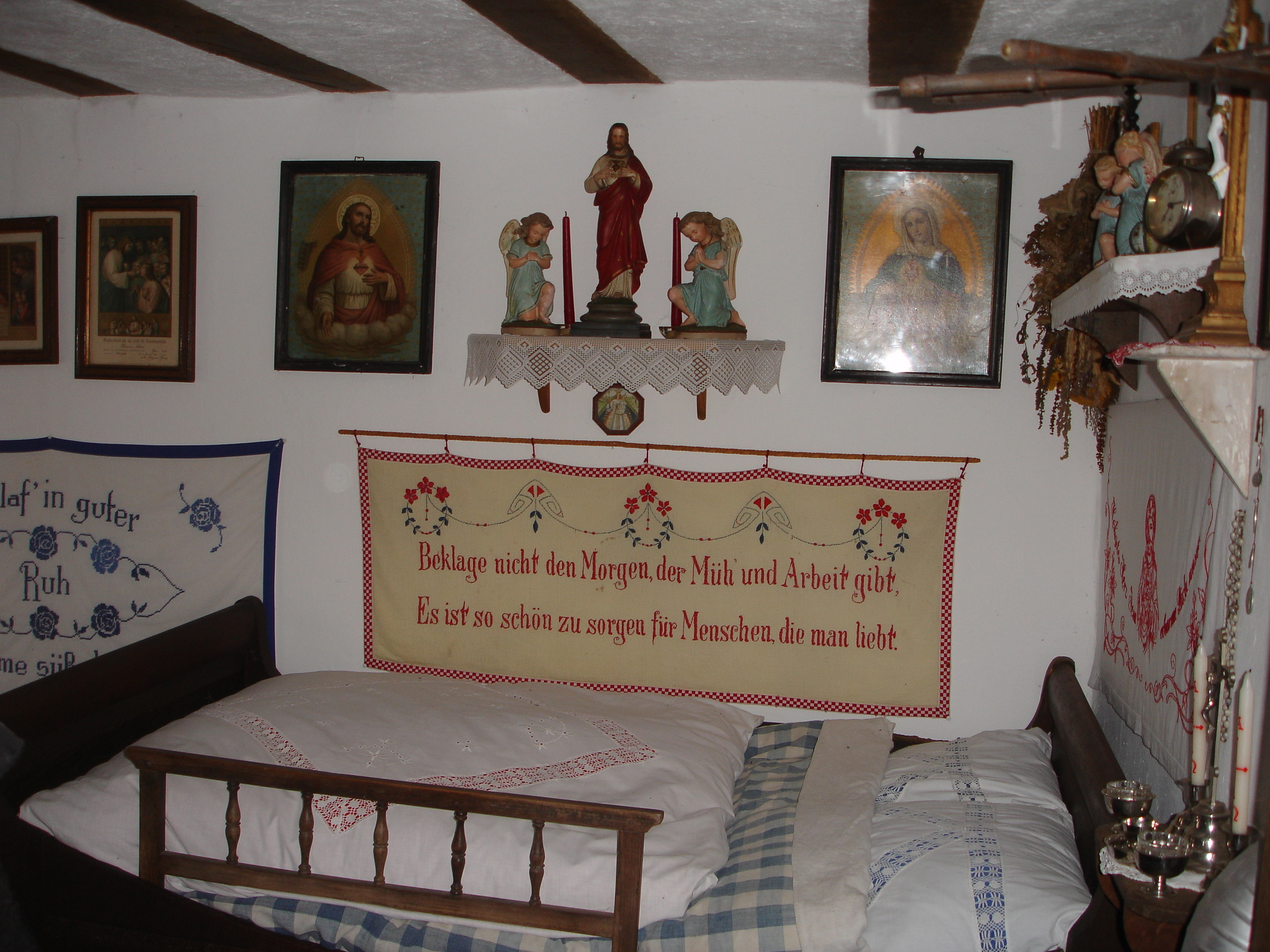
Schlafzimmer
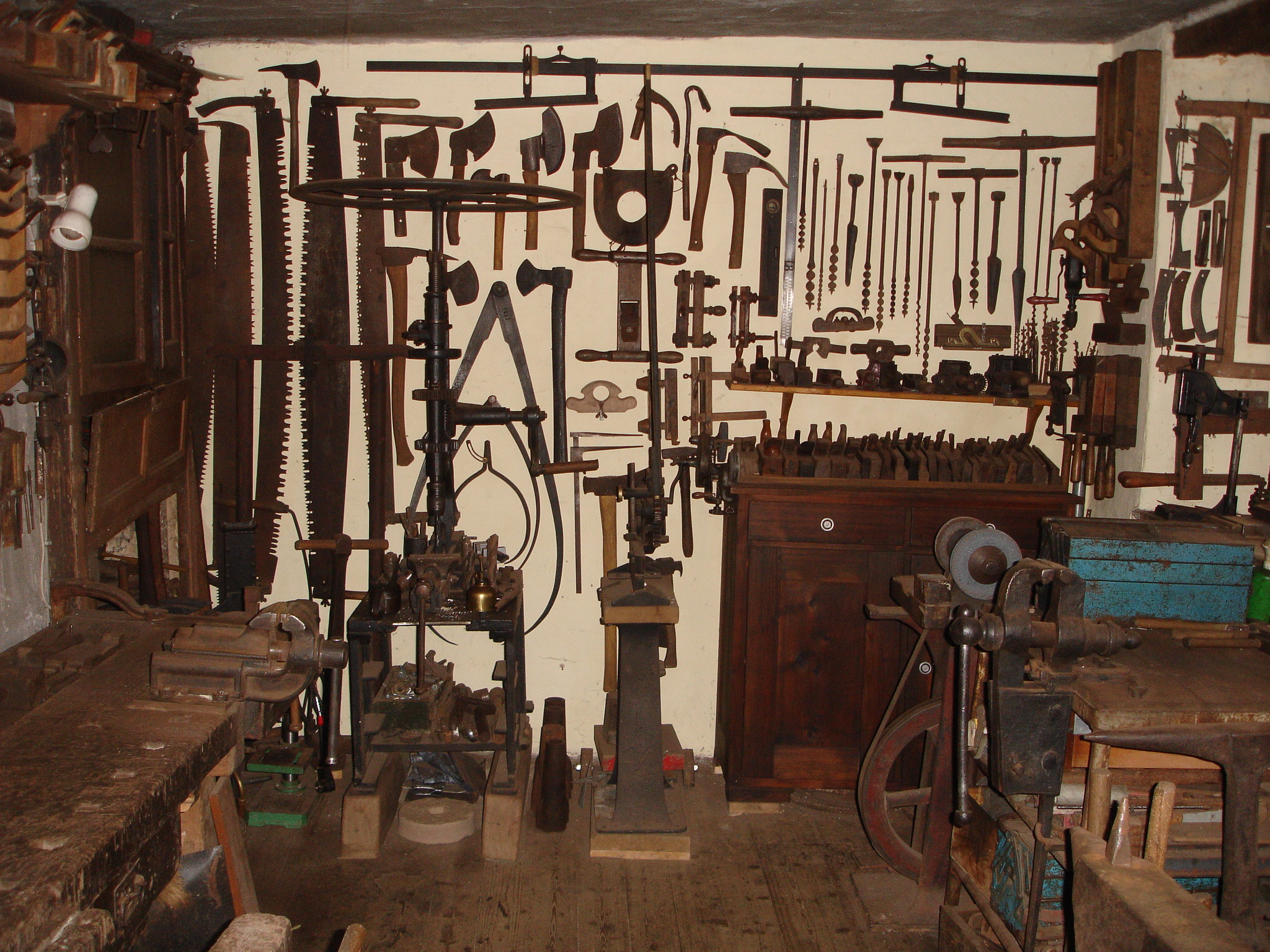
Werkzeugsammlung
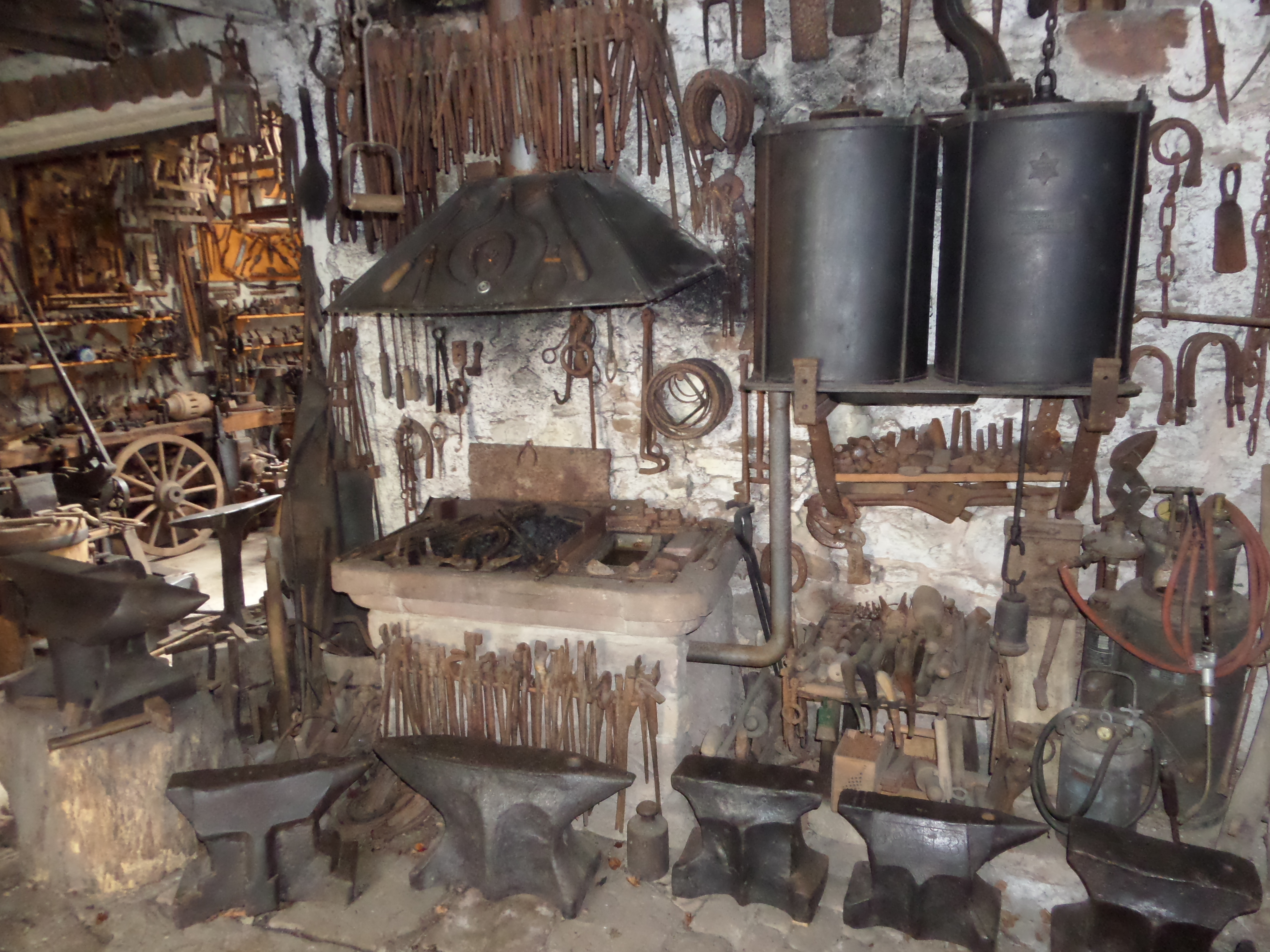
Schmiedewerkstatt
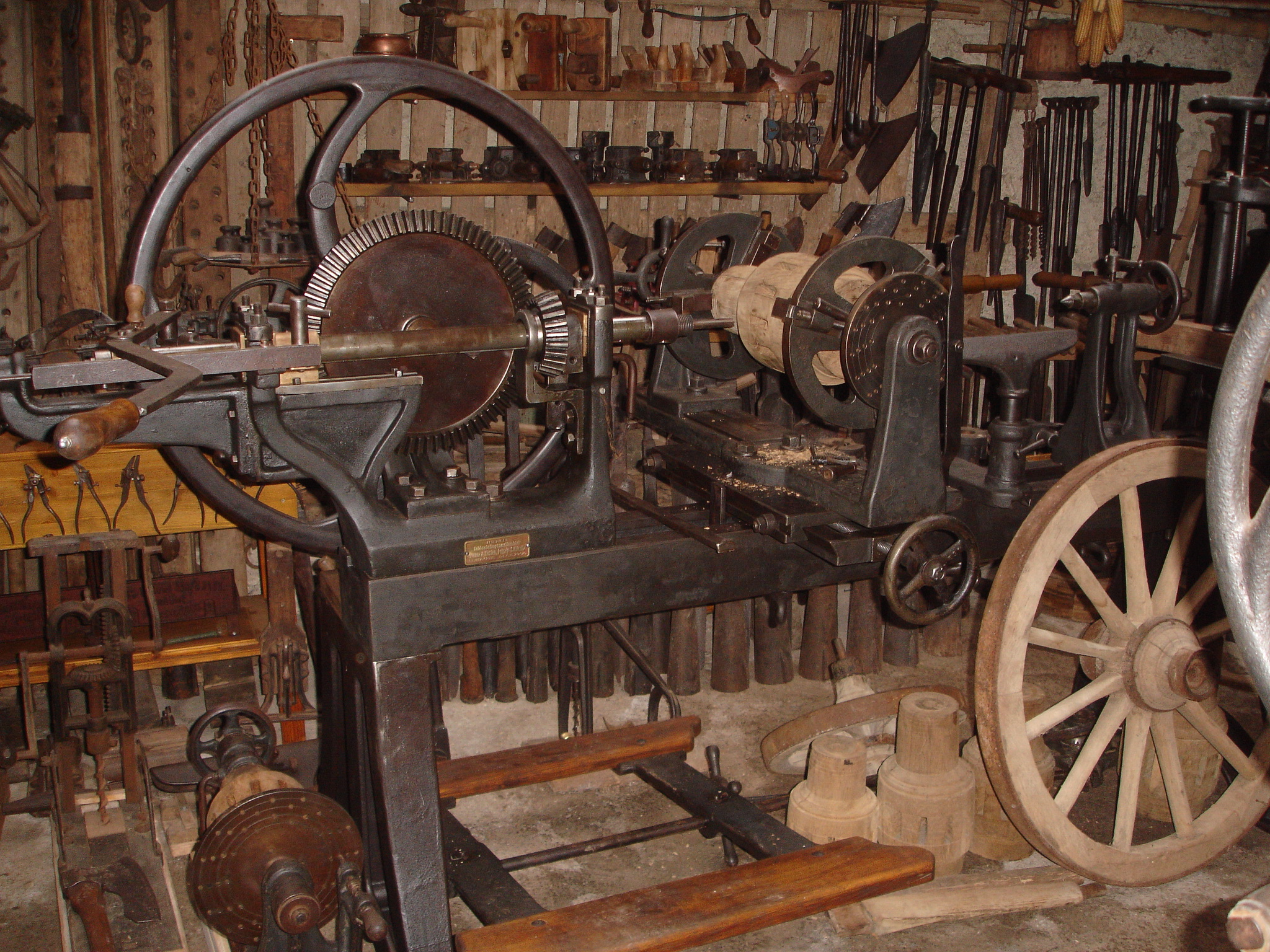
Radmaschine in der Stellmacherwerkstatt
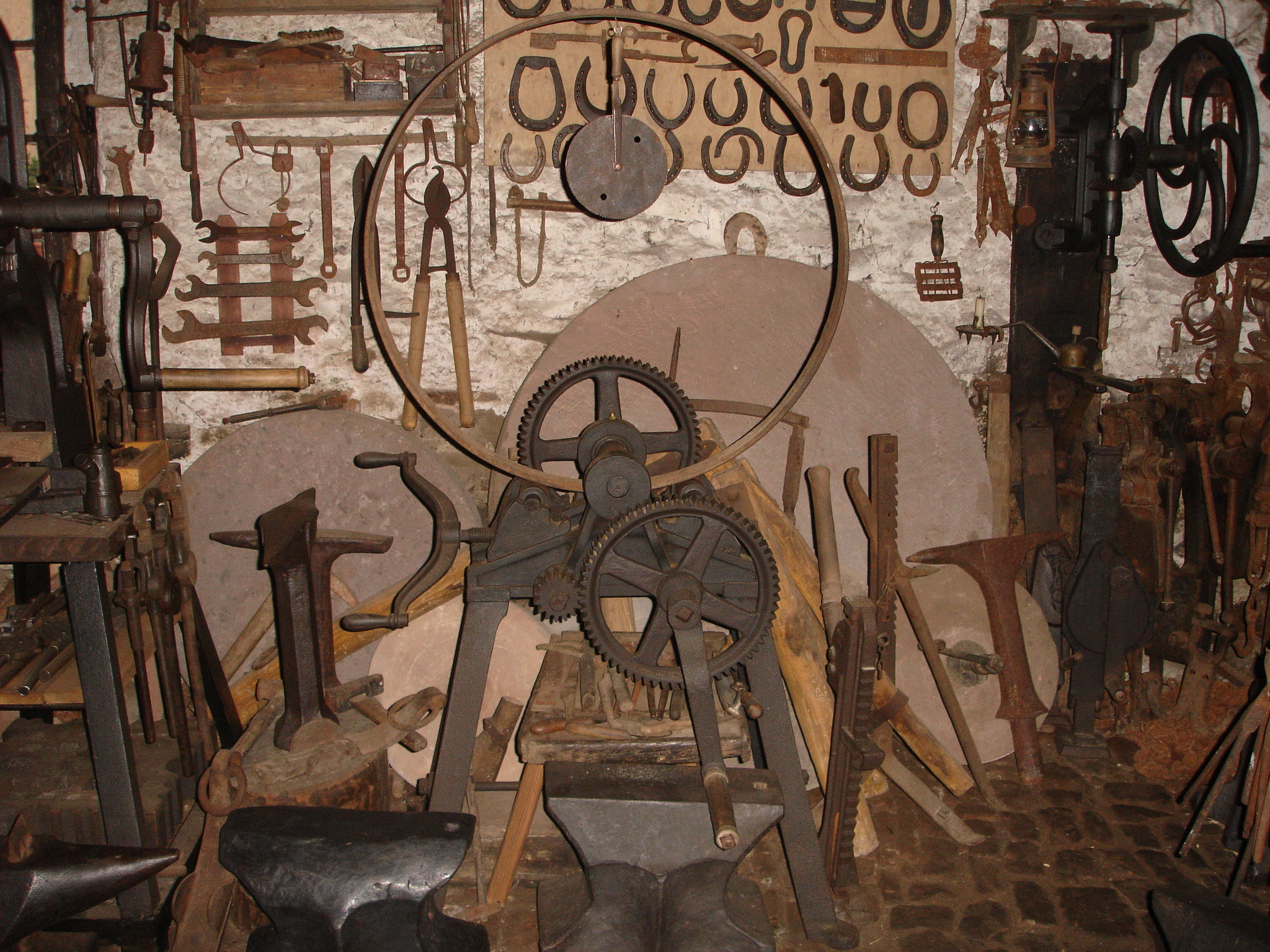
Biegemaschine
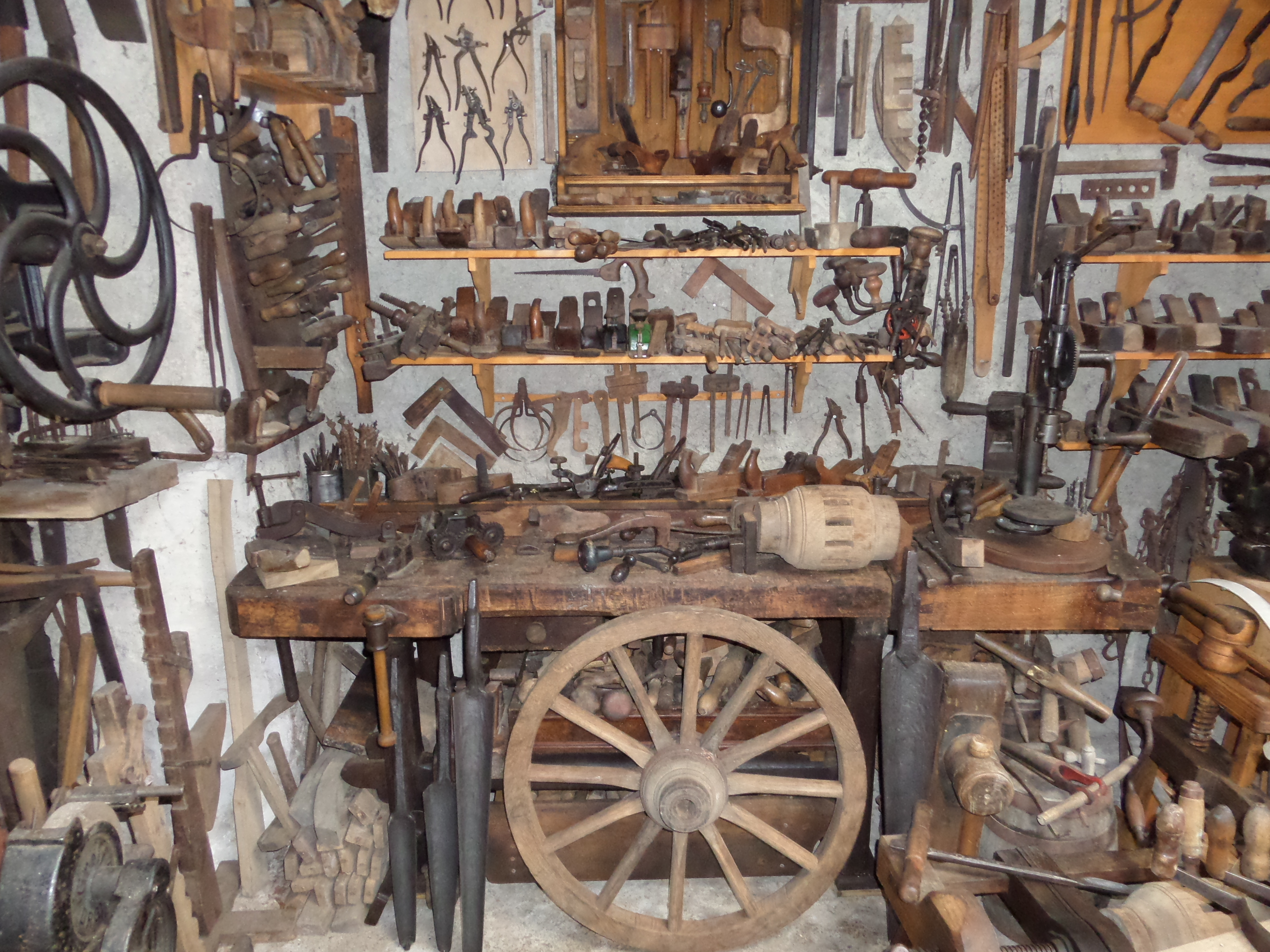
Stellmacherwerkstatt

## Bilder

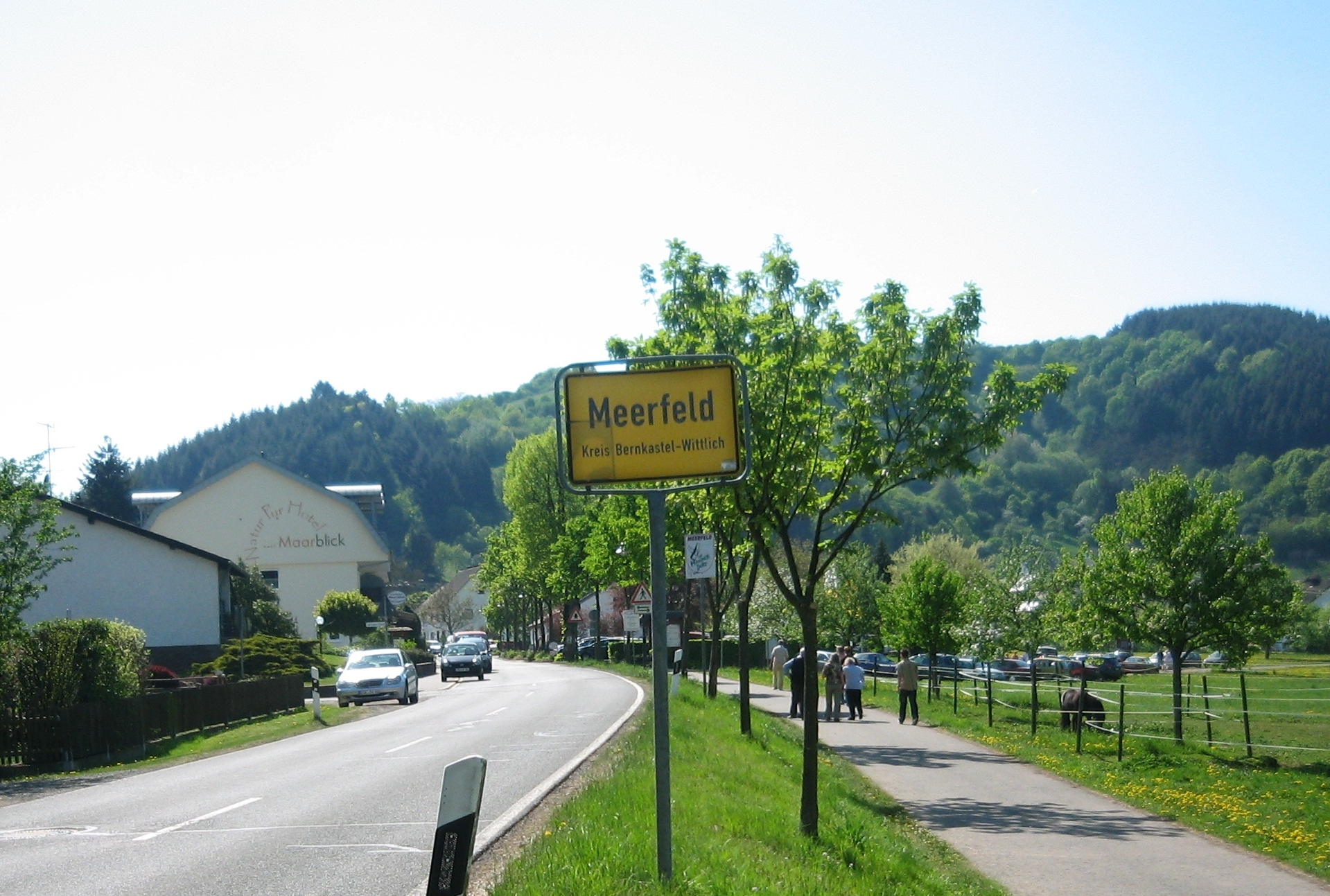
Ortseingangsschild von Meerfeld
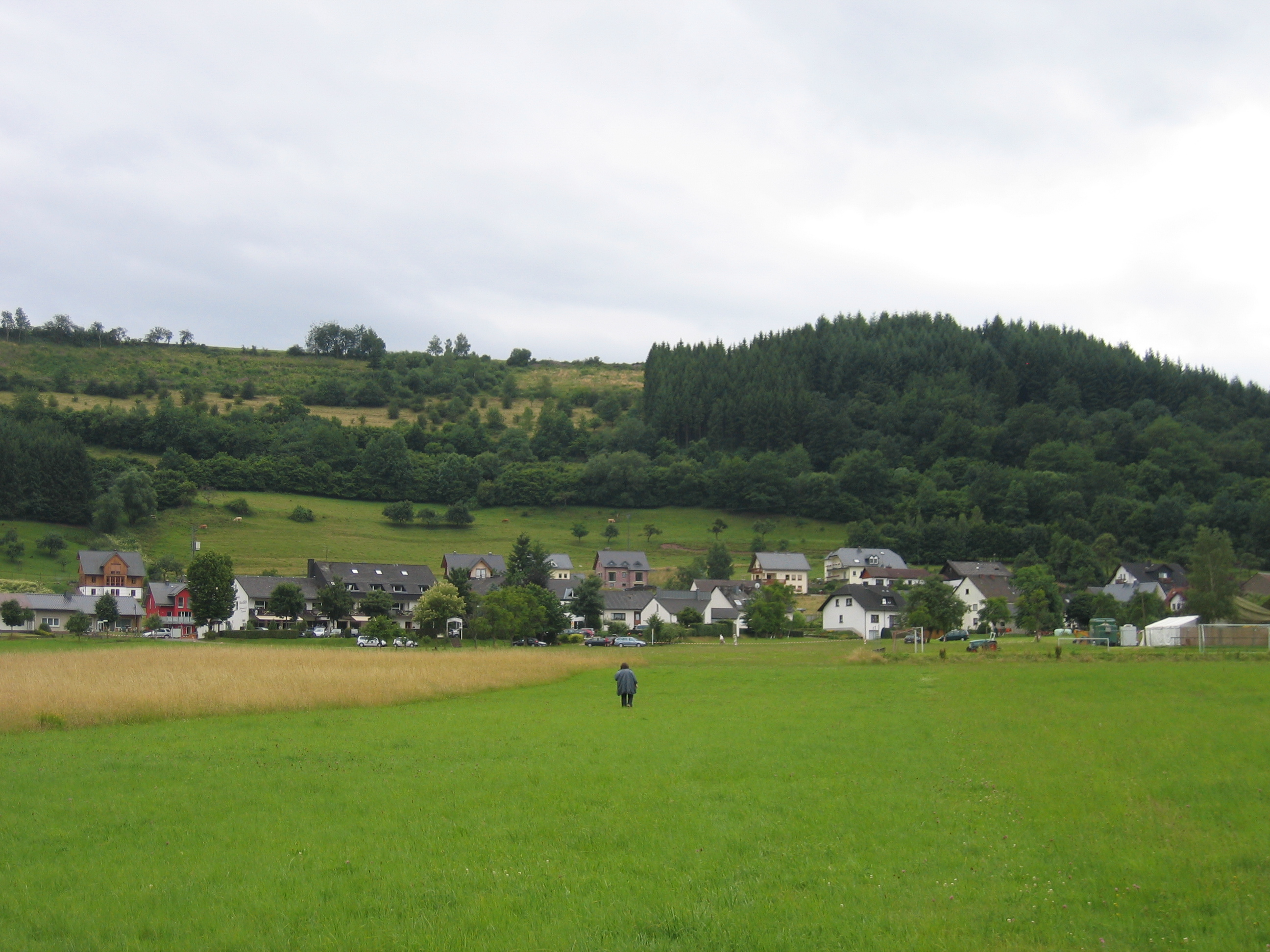
Blick auf Meerfeld vom Ufer des Maars aus
Meerfeld im Herbst 2010
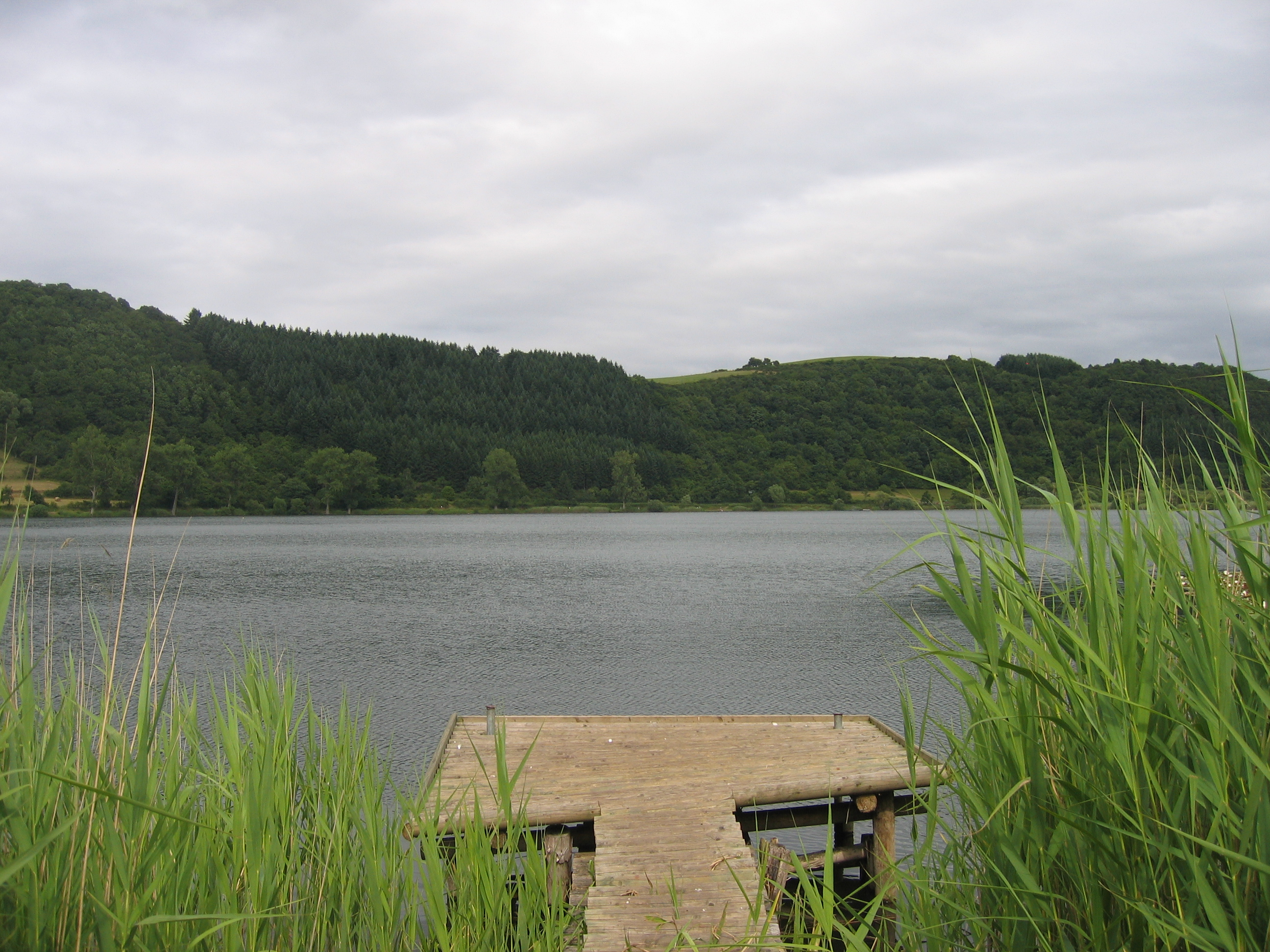
Meerfelder Maar
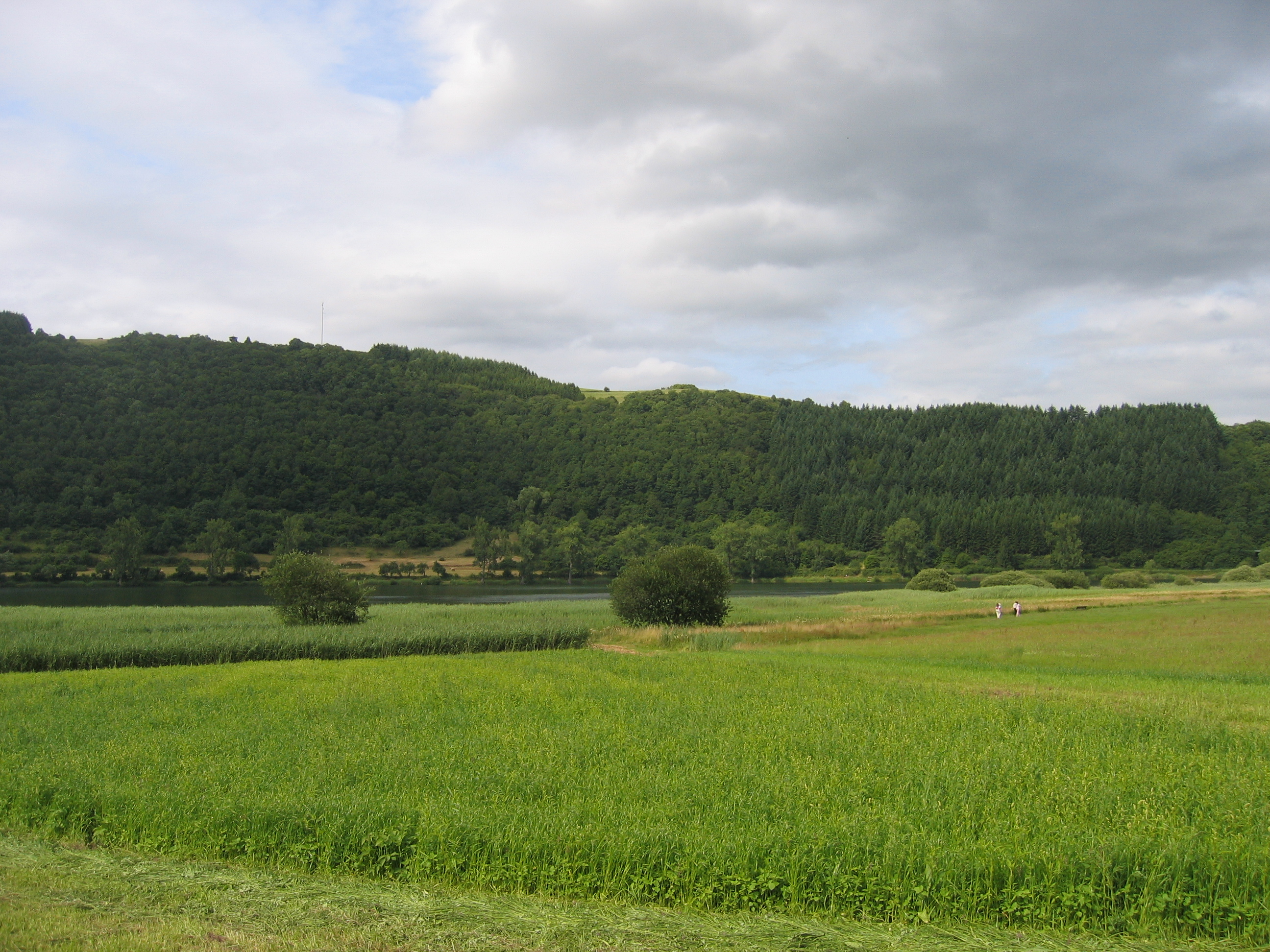
Blick aufs Maar vom Dorf aus
Meerfeld im Januar 2009